# Équipe de Belgique de hockey sur gazon aux Jeux olympiques d'été de 2020
Maillots
Chronologie
Saison précédente Saison suivante
Du 24 au 5 août 2021, l'équipe de Belgique de hockey sur gazon participe aux Jeux olympiques de 2020.

## Résumé de la saison
Le 24 juin 2021, Shane McLeod a annoncé sa sélection pour les JO 2020, Thomas Briels sera quant à lui réserviste.
Le 24 juillet 2021, pour leur entrée en matière dans le tournoi olympique, c’est un duel de prestige qui attendait les protégés de Shane McLeod qui retrouvaient sur leur route les récents champions d’Europe, les Pays-Bas. Cette rencontre est remportée (3-1) grâce à un triplé d'Alexander Hendrickx.
Le 26 juillet 2021, après un premier succès extrêmement convaincant face aux Pays-Bas, samedi, en ouverture du tournoi olympique, les Belges voulaient confirmer leurs bonnes attentions face aux redoutables Allemands, eux aussi candidats à la médaille d’or à Tokyo. Cette rencontre est remportée (3-1) grâce à un doublé de Cédric Charlier.
Le 27 juillet 2021, le staff médical des Red Lions a donné des nouvelles concernant la blessure du joueur anversois, qui s’est blessé, ce lundi, lors de la rencontre face à l’Allemagne, en marchant sur le pied de Tobias Hauke à la 21e minute de la rencontre. Nicolas de Kerpel souffre d’une petite déchirure à la cheville et il devrait donc louper les 2 prochains matchs du tournoi olympique face à l’Afrique du Sud et au Canada. Pour leur 3e sortie dans ce tournoi olympique et après avoir déjà validé leur place en quarts de finale après leurs succès face aux Pays-Bas (3-1) et à l’Allemagne (3-1), les joueurs de Shane McLeod ont littéralement déroulé face à l’Afrique du Sud (9-4) grâce à un triplé d'Alexander Hendrickx, un doublé de John-John Dohmen et à un but d'Arthur van Doren qui a honoré sa 200e sélection en équipe nationale. Privés de Nicolas de Kerpel (déchirure à la cheville) mais avec Tom Boon de retour au sein de la ligne d’attaque et avec Augustin Meurmans préféré à Antoine Kina (laissé au repos) dans le milieu de terrain, les Red Lions ont proposé une prestation en demi-teinte car si, d’un côté, ils ont soigné le goal-average, ils ont également manqué clairement de rigueur défensive à certains moments du match.
Le 29 juillet 2021, Arthur de Sloover a honoré sa 100e sélection face au Canada. Pour ce duel, Shane McLeod revenait à un schéma plus classique avec la présence d’Antoine Kina sur le terrain et le retour d’Augustin Meurmans en tribune. Cette rencontre a été gagnée (9-1) grâce à des doublés de Sébastien Dockier et Alexander Hendrickx et un but de Florent van Aubel qui a honoré sa 250e sélection.
Le 30 juillet 2021, c’est en connaissant le nom de leur futur adversaire en quarts de finale que les Red Lions ont entamé leur dernière rencontre de poules du tournoi olympique face à la Grande-Bretagne. Le partage des Espagnols face aux Australiens leur permettait, en effet, de terminer en 4e position et de retrouver la Belgique, dimanche, pour le premier match à couperet de la compétition, à Tokyo. Avec Simon Gougnard (laissé au repos) et Nicolas de Kerpel (toujours en revalidation pour sa cheville gauche) en tribunes, les champions du monde en titres débutaient tranquillement les débats. Ils ne semblaient pas vouloir emballer les échanges et laissaient la possession de balle à leurs adversaires du jour. Cette rencontre a été partagée (2-2) et les belges terminent la phase de groupes invaincue.
Le 1er août 2021, pour ce quart de finale du tournoi olympique face à l’Espagne, Shane McLeod pouvait enfin aligner, pour la toute première fois à Tokyo, son 16 idéal au coup d’envoi. Le Néo-Zélandais disposait d’Alexander Hendrickx (bien remis de son coup de stick sur le front), mais il récupérait également Nicolas de Kerpel (retour après 2 matches en tribune pour soigner une petite déchirure). Cette rencontre a été remportée (3-1) et les Belges accèdent à la demi-finale face à l'Inde.
Le 3 août 2021, pour aborder cette demi-finale du tournoi olympique face à l’Inde, Shane McLeod préférait Thomas Briels à Tom Boon laissé en tribune en raison de son rendement jugé trop faible lors des dernières rencontres. Cette rencontre est remportée (5-2) et les Belges accèdent à la finale face à l'Australie.
Le 5 août 2021, la finale de ce tournoi olympique a largement répondu à l’attente avec les 2 meilleures nations mondiales combattant avec passion pour conquérir l’or à Tokyo. Pour sa toute dernière sortie avec les Red Lions avant son année sabbatique, Shane McLeod avait décidé d’accorder, à nouveau, sa confiance à Thomas Briels (et donc de laisser de Tom Boon dans les tribunes) pour cette finale face à l’Australie. Cette rencontre a été remportée aux shoots-outs (3-2) après le partage (1-1). Les Red Lions sont sacrés champions olympiques.

## Effectif
La Belgique a annoncé son équipe finale le 24 juin 2021.
Entraîneur :  Shane Mcleod
| Numéro | Joueur               | Date de naissance | Âge | Sélections |
| ------ | -------------------- | ----------------- | --- | ---------- |
| 4      | Arthur van Doren     | 1er octobre 1994  | 26  | 197        |
| 7      | John-John Dohmen     | 24 janvier 1988   | 33  | 408        |
| 8      | Florent van Aubel    | 25 octobre 1991   | 29  | 246        |
| 9      | Sébastien Dockier    | 28 décembre 1989  | 31  | 208        |
| 10     | Cédric Charlier      | 27 novembre 1987  | 33  | 328        |
| 12     | Gauthier Boccard     | 26 août 1991      | 29  | 233        |
| 13     | Nicolas de Kerpel    | 23 mars 1993      | 28  | 72         |
| 14     | Augustin Meurmans    | 29 mai 1997       | 24  | 71         |
| 16     | Alexander Hendrickx  | 6 août 1993       | 27  | 139        |
| 17     | Thomas Briels        | 23 août 1987      | 33  | 352        |
| 19     | Félix Denayer (C)    | 31 janvier 1990   | 31  | 334        |
| 21     | Vincent Vanasch (GB) | 21 décembre 1987  | 33  | 244        |
| 22     | Simon Gougnard       | 17 janvier 1991   | 30  | 292        |
| 23     | Arthur de Sloover    | 3 mai 1997        | 24  | 96         |
| 24     | Antoine Kina         | 13 février 1996   | 25  | 80         |
| 25     | Loïck Luypaert       | 19 août 1991      | 29  | 254        |
| 26     | Victor Wegnez        | 25 décembre 1995  | 25  | 101        |
| 27     | Tom Boon             | 25 janvier 1990   | 31  | 304        |

## Les matchs
| Poule B                            | (2) Belgique            | 3 - 1   | Pays-Bas (3)    | Oi Hockey Stadium, Terrain Nord Tokyo, Japon                         |                                                                      |
| 24 juillet 2021 11h45 heure locale | Hendrickx 41e, 44e, 45e | (0 - 0) | 35e Hertzberger | Arbitrage : Adam Kearns Marcin Grochal Arbitre vidéo : Lim Hong-Zhen | Arbitrage : Adam Kearns Marcin Grochal Arbitre vidéo : Lim Hong-Zhen |
| 24 juillet 2021 11h45 heure locale | Rapport                 |         |                 | Arbitrage : Adam Kearns Marcin Grochal Arbitre vidéo : Lim Hong-Zhen | Arbitrage : Adam Kearns Marcin Grochal Arbitre vidéo : Lim Hong-Zhen |

| Poule B                            | (2) Belgique                    | 3 - 1   | Allemagne (4) | Oi Hockey Stadium, Terrain Nord Tokyo, Japon                           |                                                                        |
| 26 juillet 2021 09h30 heure locale | Charlier 5e, 7e · Hendrickx 35e | (2 - 0) | 51e Häner     | Arbitrage : Coen van Bunge David Tomlinson Arbitre vidéo : Adam Kearns | Arbitrage : Coen van Bunge David Tomlinson Arbitre vidéo : Adam Kearns |
| 26 juillet 2021 09h30 heure locale | Rapport                         |         |               | Arbitrage : Coen van Bunge David Tomlinson Arbitre vidéo : Adam Kearns | Arbitrage : Coen van Bunge David Tomlinson Arbitre vidéo : Adam Kearns |

| Poule B                            | (1) Belgique                                                                                       | 9 - 4   | Afrique du Sud (14)                             | Oi Hockey Stadium, Terrain Nord Tokyo, Japon                            |                                                                         |
| 27 juillet 2021 18h30 heure locale | Dohmen 4e, 15e · Hendrickx 9e, 18e, 40e · Briels 12e · Van Doren 14e · Gougnard 25e · Charlier 41e | (7 - 3) | 5e, 31e D. Cassiem · 23e M. Cassiem · 29e Ntuli | Arbitrage : Raghu Prasad Francisco Vázquez Arbitre vidéo : Simon Taylor | Arbitrage : Raghu Prasad Francisco Vázquez Arbitre vidéo : Simon Taylor |
| 27 juillet 2021 18h30 heure locale | Rapport                                                                                            |         |                                                 | Arbitrage : Raghu Prasad Francisco Vázquez Arbitre vidéo : Simon Taylor | Arbitrage : Raghu Prasad Francisco Vázquez Arbitre vidéo : Simon Taylor |

| Poule B                            | (2) Belgique                                                                                                 | 9 - 1   | Canada (11) | Oi Hockey Stadium, Terrain Sud Tokyo, Japon                       |                                                                   |
| 29 juillet 2021 10h00 heure locale | Hendrickx 12e, 40e · Dockier 29e, 32e · Denayer 39e · Gougnard 43e · Charlier 45e · Boon 51e · Van Aubel 55e | (2 - 1) | 15e Pearson | Arbitrage : Simon Taylor Peter Wright Arbitre vidéo : Adam Kearns | Arbitrage : Simon Taylor Peter Wright Arbitre vidéo : Adam Kearns |
| 29 juillet 2021 10h00 heure locale | Rapport |         |             | Arbitrage : Simon Taylor Peter Wright Arbitre vidéo : Adam Kearns | Arbitrage : Simon Taylor Peter Wright Arbitre vidéo : Adam Kearns |

| Poule B                            | (2) Belgique          | 2 - 2   | Grande-Bretagne (5)         | Oi Hockey Stadium, Terrain Sud Tokyo, Japon                                |                                                                            |
| 30 juillet 2021 21h15 heure locale | Boon 37e · Briels 43e | (0 - 1) | 17e Shipperley · 38e Ansell | Arbitrage : Simon Taylor Francisco Vázquez Arbitre vidéo : David Tomlinson | Arbitrage : Simon Taylor Francisco Vázquez Arbitre vidéo : David Tomlinson |
| 30 juillet 2021 21h15 heure locale | Rapport               |         |                             | Arbitrage : Simon Taylor Francisco Vázquez Arbitre vidéo : David Tomlinson | Arbitrage : Simon Taylor Francisco Vázquez Arbitre vidéo : David Tomlinson |

| Quarts de finale                 | (2) Belgique                  | 3 - 1   | Espagne (9) | Oi Hockey Stadium Tokyo, Japon                                       |                                                                      |
| 1er août 2021 18h30 heure locale | Hendrickx 38e, 57e · Boon 41e | (0 - 1) | 26e Alegre  | Arbitrage : Adam Kearns Lim Hong-Zhen Arbitre vidéo : Coen van Bunge | Arbitrage : Adam Kearns Lim Hong-Zhen Arbitre vidéo : Coen van Bunge |
| 1er août 2021 18h30 heure locale | Rapport                       |         |             | Arbitrage : Adam Kearns Lim Hong-Zhen Arbitre vidéo : Coen van Bunge | Arbitrage : Adam Kearns Lim Hong-Zhen Arbitre vidéo : Coen van Bunge |

| Demi-finales                   | (2) Belgique                                       | 5 - 2   | Inde (3)                    | Oi Hockey Stadium Tokyo, Japon                                     |                                                                    |
| 3 août 2021 10h30 heure locale | Luypaert 2e · Hendrickx 19e, 49e, 52e · Dohmen 60e | (2 - 2) | 7e Harmanpreet · 9e Mandeep | Arbitrage : Ben Göntgen Coen van Bunge Arbitre vidéo : Adam Kearns | Arbitrage : Ben Göntgen Coen van Bunge Arbitre vidéo : Adam Kearns |
| 3 août 2021 10h30 heure locale | Rapport                                            |         |                             | Arbitrage : Ben Göntgen Coen van Bunge Arbitre vidéo : Adam Kearns | Arbitrage : Ben Göntgen Coen van Bunge Arbitre vidéo : Adam Kearns |

| Match pour la médaille d'or    | (1) Australie                                 | 1 - 1             | Belgique (2)                              | Oi Hockey Stadium Tokyo, Japon                                        |                                                                       |
| 5 août 2021 19h00 heure locale | Wickham 47e                                   | (0 - 0)           | 32e Van Aubel                             | Arbitrage : Coen van Bunge Marcin Grochal Arbitre vidéo : Ben Göntgen | Arbitrage : Coen van Bunge Marcin Grochal Arbitre vidéo : Ben Göntgen |
| 5 août 2021 19h00 heure locale | Rapport                                       |                   |                                           | Arbitrage : Coen van Bunge Marcin Grochal Arbitre vidéo : Ben Göntgen | Arbitrage : Coen van Bunge Marcin Grochal Arbitre vidéo : Ben Göntgen |
| 5 août 2021 19h00 heure locale | Govers · Ogilvie · Brand · Simmonds · Whetton | Tirs au but 2 - 3 | Van Aubel · De Sloover · Denayer · Wegnez | Arbitrage : Coen van Bunge Marcin Grochal Arbitre vidéo : Ben Göntgen | Arbitrage : Coen van Bunge Marcin Grochal Arbitre vidéo : Ben Göntgen |

## Les joueurs
| Joueurs | Joueurs              |     |     |     |     |     |     |     |     | Matchs joués | Buts marqués |
| ------- | -------------------- | --- | --- | --- | --- | --- | --- | --- | --- | ------------ | ------------ |
| 4       | Arthur van Doren     | X   | X   | X · | X   | X   | X   | X   | X   | 8            | 1            |
| 7       | John-John Dohmen     | 4   | 4   | 4 · | 4   | 4   | 4   | 4 · | 4   | 8            | 3            |
| 8       | Florent van Aubel    | X   | X   | X   | X · | X   | X   | X   | X · | 8            | 2            |
| 9       | Sébastien Dockier    | X   | X   | X   | X · | X   | X   | X   | X   | 8            | 2            |
| 10      | Cédric Charlier      | 3   | 4 · | 4 · | 4 · | 3   | 3   | 4   | 4   | 8            | 4            |
| 12      | Gauthier Boccard     | X   | X   | X   | X   | X   | X   | X   | X   | 8            | 0            |
| 13      | Nicolas de Kerpel    | X   | X   | NC  | NC  | NC  | 5   | X   | X   | 5            | 0            |
| 14      | Augustin Meurmans    | NC  | NC  | 4   | NC  | 3   | NC  | NC  | NC  | 2            | 0            |
| 16      | Alexander Hendrickx  | 3 · | 4 · | 2 · | 2 · | 3   | 2 · | 2 · | 2   | 8            | 14           |
| 17      | Thomas Briels        | 4   | 4   | 3 · | 4   | 3 · | NC  | 4   | 4   | 7            | 2            |
| 19      | Felix Denayer (C)    | X   | X   | X   | X · | X   | X   | X   | X   | 8            | 1            |
| 21      | Vincent Vanasch (GB) | X   | X   | X   | X   | X   | X   | X   | X   | 8            | 0            |
| 22      | Simon Gougnard       | X   | X   | X · | X · | NC  | 3   | 4   | 6   | 7            | 2            |
| 23      | Arthur de Sloover    | X   | X   | X   | X   | X   | X   | X   | X   | 8            | 0            |
| 24      | Antoine Kina         | 4   | 4   | NC  | 4   | X   | X   | X   | X   | 7            | 0            |
| 25      | Loick Luypaert       | X   | X   | X   | X   | X   | X   | X · | X   | 8            | 1            |
| 26      | Victor Wegnez        | X   | X   | X   | X   | X   | X   | X   | X   | 8            | 0            |
| 27      | Tom Boon             | NC  | NC  | X   | X · | X · | X · | NC  | NC  | 4            | 3            |